# Brittany Curran
Brittany Curran (ur. 2 czerwca 1990) – amerykańska aktorka i piosenkarka.

## Filmografia
- MADtv (2001) jako Ruthie
- Power Rangers Wild Force (2002) jako młoda dziewczyna
- Dziś 13, jutro 30 (2004)
- U.S. Air Marshals (2004) jako Cheerleader Mindy
- Frenching (2004) jako Stephanie
- Świat według dzikich (2004) jako Josie
- I bądź tu mądra (2005) jako Pamela
- Betsy (2005) jako Betsy
- A Host of Trouble (2005) jako Mary Pat Weber
- Akeelah i jej nauczyciel (2006) jako Rejonowy Speller
- Straszny dom (2006) jako Jenny
- Żar młodości (2006) jako Lindsey
- Drake i Josh (2006–2007) jako Carly
- Shark (2007) jako Annie
- Zip (2007) jako Natalie
- Mr Robinson's Driving School (2007) jako Missy
- Godziny strachu: Nie myśl o tym (2007) jako Priscilla Wright
- A Lesson in Biology (2007) jako Alma
- Nie ma to jak hotel (2007) jako Chelsea Brimmer
- The Adventures (2008) jako Shelby
- The Uninvited (2008) jako Helena
- Pies na wagę diamentów (2008) jako Lilly
- The Adventures of Food Boy (2008) jako Shelby
- Suite Life: Nie ma to jak statek (2008) jako Chelsea Brimmer
- Zaklinacz dusz (2009) jako Kristy Marks
- Legalne blondynki (2009) jako Tiffany Donohugh
- Men of a Certain Age (2009–2011) jako Lucy Tranelli